# Gilmara Justino
Gilmara Justino -conocida simplemente como Gilmara- (Piracicaba, 13 de marzo de 1981) es una jugadora brasileña de baloncesto que ocupa la posición de pívot.
Fue parte de la Selección femenina de baloncesto de Brasil con la que alcanzó la medalla de bronce en los Juegos Panamericanos de 2011 en Guadalajara, México; además, fue vencedora del campeonato preolímpico de baloncesto femenino de las Américas realizado en Colombia el año 2011.

## Estadísticas en competencias FIBA
| Año            | Competencia                       | PPJ | RPJ | APJ |
| -------------- | --------------------------------- | --- | --- | --- |
| 2011           | Campeonato FIBA Américas femenino | 4   | 2.3 | 0.5 |
| Promedio total | Promedio total                    | 4   | 2.3 | 0.5 |
| Fuente: FIBA.  |                                   |     |     |     |